# جنایت‌هایی به ترتیب الفبا
جنایت‌هایی به ترتیب الفبا (انگلیسی: The Alphabet Murders) یک فیلم جنایی است که در سال ۱۹۶۵ منتشر شد.
این فیلم، بر پایهٔ رمانی از آگاتا کریستی به نام قتل به ترتیب الفبا ساخته شد.

## بازیگران
- تونی رندل
- آنیتا اکبرگ
- رابرت مورلی
- شیلا آلن
- ریچارد واتیس
- آستین تِـرِور
- مارگارت رادرفورد (در نقش خانم مارپل)